# Caroline Attia
Caroline Attia (* 4. Juli 1960 in Paris) ist eine ehemalige französische Skirennläuferin.
Den ersten Weltcup-Podestplatz ihrer Karriere erreichte sie im Februar 1979 in der Abfahrt von Pfronten, als sie hinter Cindy Nelson Zweite wurde. Im selben Winter wurde sie Französische Meisterin in der Abfahrt. Aufgrund zahlreicher Verletzungen konnte sie erst in der Saison 1982/83 an dieses Resultat wieder anknüpfen. So konnte sie am 15. Dezember 1982 in San Sicario – in einem Neuschneerennen – ihre einzige Weltcupabfahrt vor Claudine Emonet und Heidi Wiesler gewinnen. Diesen Sieg vermochte sie mit zwei dritten Plätzen in den Abfahrten in Schruns und Megève zu bestätigen, womit sie in der Saison 1982/83 Vierte im Abfahrtsweltcup wurde. Attia beendete ihre Karriere 1985.